# Handball-Weltmeisterschaft der Frauen 2007/Deutschland
Dieser Artikel behandelt die deutsche Frauen-Handballnationalmannschaft bei der Handball-Weltmeisterschaft der Frauen 2007 in Frankreich.

## Qualifikation
→ Siehe: Handball-Europameisterschaft der Frauen 2006 

## Mannschaft

### Aufgebot
| Name                     | Verein vor WM-Beginn  | Geburtstag         | Spiele   | Tore     | 2 Minuten |          |          |          |
| Torhüter                 | Torhüter              | Torhüter           | Torhüter | Torhüter | Torhüter  | Torhüter | Torhüter | Torhüter |
| ------------------------ | --------------------- | ------------------ | -------- | -------- | --------- | -------- | -------- | -------- |
| Sabine Englert           | Hypo Niederösterreich | 27. November 1981  | 10       |          |           |          |          |          |
| Clara Woltering          | Bayer 04 Leverkusen   | 2. März 1983       | 10       |          |           |          |          |          |
| Jana Krause              | 1. FC Nürnberg        | 10. Juni 1987      |          |          |           |          |          |          |
| Feld                     |                       |                    |          |          |           |          |          |          |
| Nadine Härdter           | Thüringer HC          | 29. März 1981      | 10       | 19       |           | 1        |          |          |
| Mandy Hering             | Frankfurter HC        | 11. März 1984      | 9        | 21       |           |          |          |          |
| Maike Brückmann          | TSG Ketsch            | 29. Februar 1984   | 3        | 9        | 1         |          |          |          |
| Nadine Krause            | FCK Håndbold          | 25. März 1982      | 10       | 48       | 2         | 5        |          |          |
| Maren Baumbach           | FCK Håndbold          | 14. Januar 1981    | 10       | 35       | 2         | 2        |          |          |
| Anna Loerper             | Bayer 04 Leverkusen   | 18. November 1984  | 10       | 6        | 3         |          |          |          |
| Nina Wörz                | Randers HK            | 14. November 1980  | 10       | 14       | 7         | 5        |          |          |
| Grit Jurack              | Viborg HK             | 22. Oktober 1977   | 9        | 85       | 1         | 3        |          |          |
| Susann Müller            | HC Leipzig            | 26. Mai 1988       | 6        | 2        |           |          |          |          |
| Nora Reiche              | Viborg HK             | 16. September 1983 | 10       | 20       | 3         |          |          |          |
| Stefanie Melbeck         | KIF Vejen Kolding     | 16. April 1977     | 10       | 31       | 5         | 3        |          |          |
| Ulrike Stange            | HC Leipzig            | 25. April 1984     | 1        |          |           |          |          |          |
| Anja Althaus             | Viborg HK             | 3. September 1982  |          |          |           |          |          |          |
| Kathrin Blacha           | Thüringer HC          | 23. Oktober 1970   | 10       | 15       | 7         |          | 1        |          |
| Anne Müller              | Bayer 04 Leverkusen   | 5. Juli 1983       | 10       | 19       | 4         | 8        |          |          |
| Ania Rösler *            | 1. FC Nürnberg        | 14. Mai 1982       | 2        |          |           |          |          |          |
| Trainer und Co-Trainerin |                       |                    |          |          |           |          |          |          |
| Armin Emrich             |                       | 16. Juni 1951      |          |          |           | 1        |          |          |
| Heike Schmidt            |                       | 1. September 1971  |          |          |           |          |          |          |

## Spiele der Vorrunde
In der Vorrunde traf die deutsche Mannschaft auf die Ukraine, Paraguay und Südkorea.

### Deutschland – Ukraine 26:21 (17:12)
(2. Dezember 2007 in Nantes, Palais des Sports de Beaulieu, 4.500 Zuschauer)
Der deutschen Mannschaft gelang in der sogenannten Todesgruppe ein exzellenter Start, mit einem Sieg gegen die Ukraine. Auf beiden Seiten war die Nervosität der Spielerinnen zu spüren, aber eine hervorragende Leistung von Grit Jurack und Torfrau Sabine Englert sorgten für den nötigen Rückhalt in der Mannschaft. Eine schlimme Verletzung zog sich die ukrainische Spielerin Oksana Sakada zu, als sie nach einem Wurf auf das deutsche Tor mit dem Rücken hart auf den Boden aufschlug und sich mehrere Wirbelkörper brach. Nach einer ersten Untersuchung hatten die Ärzte noch den Bruch von drei Lendenwirbeln und damit eine Querschnittlähmung für möglich gehalten.
Deutschland: Englert, Woltering; Härdter, Jurack (9/1), Wörz, Anne Müller (2), Reiche, Loerper (1), Nadine Krause (4/1), Blacha (1), Susann Müller, Brückmann, Baumbach (5), Melbeck (4)

### Paraguay – Deutschland 12:45 (6:25)
(3. Dezember 2007 in Nantes, Palais des Sports de Beaulieu, 4.000 Zuschauer)
Das Spiel gegen Paraguay war die erwartet leichte Aufgabe. Ein nie gefährdeter Sieg und die Niederlage der Ukraine gegen Südkorea bescherte dem deutschen Team den vorzeitigen Einzug in die Hauptrunde.
Die Höhe des Sieges bedeutete zugleich den höchsten Sieg einer deutschen Nationalmannschaft. Die alte Bestmarke stammte noch vom 30. November 1999, als die deutsche Auswahl während der WM in Dänemark 34:9 gegen Argentinien siegte.
Deutschland: Englert, Woltering; Härdter (5), Wörz, Anne Müller (3), Reiche (6/3), Loerper (4), Hering (6), Nadine Krause (5/2), Blacha (3), Susann Müller (2/1), Brückmann (6), Baumbach (3), Melbeck (2)

### Deutschland – Südkorea 32:26 (14:12)
(4. Dezember 2007 in Nantes, Palais des Sports de Beaulieu, 4.000 Zuschauer)
Auch der Olympiazweite Südkorea konnte die deutsche Mannschaft nicht stoppen. Eine wurfstarke Grit Jurack und die Weltklasseleistung von Sabine Englert waren die herausragenden Spielerinnen.
Deutschland: Englert, Woltering; Härdter (1), Jurack (11/2), Wörz (2), Anne Müller (1), Reiche (1), Loerper (1), Hering (2), Nadine Krause (3), Blacha (5), Susann Müller, Baumbach (2), Melbeck (3)

## Spiele der Hauptrunde
In der Hauptrunde traf die deutsche Mannschaft auf Spanien, Ungarn, Polen und Rumänien. Die 2 Punkte für den Sieg gegen Südkorea wurden mitgenommen in die Hauptrunde.

### Spanien – Deutschland 25:30 (8:14)
(6. Dezember 2007 in Dijon, Palais des sports Jean-Michel Geoffroy, 2.500 Zuschauer)
Auch zum Auftakt der Hauptrunde ging das Siegen der deutschen Mannschaft weiter. Die deutschen Spielerinnen übernahmen sofort das Zepter und führten schnell mit einer Differenz von 6 Treffern. Nur die Nachlässigkeiten in der ersten Halbzeit verhinderten einen noch höheren Halbzeitstand. Nach der Halbzeit kamen die Spanierinnen besser ins Spiel zurück und verkürzten den Abstand zwischenzeitlich auf nur noch 2 Tore. Doch eine Zunahme der Konzentration führte schließlich zu einem Sieg.
Deutschland: Englert, Woltering; Härdter (1), Jurack (9), Wörz (2), Anne Müller (1), Reiche (1), Loerper, Hering (5), Nadine Krause (9/2), Blacha, Susann Müller, Baumbach (1), Melbeck (1)

### Deutschland – Ungarn 30:30 (14:17)
(8. Dezember 2007 in Dijon, Palais des sports Jean-Michel Geoffroy, 3.000 Zuschauer)
In der ersten Halbzeit war die deutsche Mannschaft sehr nervös und leistete sich einige Fehlwürfe und Abspielfehler. Das wussten die Ungarinnen zu nutzen, sie wollten sich noch für die hohe Niederlage bei der EM-2006 revanchieren, und konnten sich zur Halbzeit einen kleinen Vorsprung herausspielen. Nach der Halbzeit wurde das Spiel der deutschen Spielerinnen besser. Eine tolle Mannschaftsleistung sorgte zwischenzeitlich für einen 2-Tore Vorsprung. Etwa 45 Sekunden vor dem Ende wurde ein Tor für Deutschland nicht gezählt, dass den alten 2-Tore-Vorsprung wiederhergestellt hätte, weil Trainer Emrich kurz vorher den Wunsch einer Auszeit anzeigte. Der anschließende Wurf führte zu keinem Tor. Im Gegenzug haben die Ungarinnen 1-Sekunde vor dem Abpfiff den Ausgleich erzielt.
Deutschland: Englert, Woltering; Härdter, Jurack (6), Wörz (4), Anne Müller (3), Reiche (5/3), Loerper, Hering (3), Nadine Krause (3/1), Blacha (2), Susann Müller, Baumbach (2), Melbeck (2)

### Deutschland – Polen 35:32 (22:12)
(9. Dezember 2007 in Dijon, Palais des sports Jean-Michel Geoffroy, 2.800 Zuschauer)
Die ersten fünfzehn Minuten verlief die Partie gegen Polen ausgeglichen, keine Mannschaft konnte sich mit mehr als 2 Toren Differenz absetzen. Danach wurden die deutschen Frauen sicherer in ihren Aktionen und spielten bis zur Halbzeit einen souveränen Vorsprung heraus. In der zweiten Halbzeit verflachte das Spiel der Deutschen, Polen konnte bis auf 2 Tore aufholen, aber letztlich zitterte sich die deutsche Mannschaft zu einem Sieg und übernahm wieder die Tabellenspitze in der Gruppe M II.
Deutschland: Englert, Woltering; Härdter, Jurack (12/2), Wörz (1), Anne Müller (3), Reiche (1), Loerper, Hering (3), Nadine Krause (6/1), Blacha, Susann Müller, Baumbach (6), Melbeck (3)

### Rumänien – Deutschland 32:24 (16:12)
(11. Dezember 2007 in Dijon, Palais des sports Jean-Michel Geoffroy, 3.000 Zuschauer)
Ein unspannendes von der Taktik bestimmtes Spiel. Deutschland wollte nicht unbedingt gewinnen, um im Viertelfinale nicht gegen den Gastgeber Frankreich zu spielen und Rumänien wollte unbedingt gewinnen, um nicht schon im Viertelfinale gegen Russland zu spielen.
Deutschland: Englert, Woltering; Härdter (3), Jurack (3/1), Wörz (1), Anne Müller, Reiche (4/2), Loerper, Hering, Nadine Krause (1), Blacha (3), Brückmann (3), Baumbach, Melbeck (6)

## Spiele der K.-o.-Runde

### Angola – Deutschland 33:36 (14:18)
Viertelfinale
(13. Dezember 2007 in Paris, Palais Omnisports de Paris-Bercy, 9.000 Zuschauer)
Die Überraschungsmannschaft des Turniers stand im Viertelfinale auf dem Spielplan. Die deutsche Mannschaft hatte das Spiel immer im Griff. Schnell ergab sich ein Vorsprung, den man bis zur Pause halten konnte. Nach der Pause wurde das Spiel von Angola gefälliger und der Abstand konnte verkürzt werden. In einer dramatischen Schlussphase konnte sich die deutsche Auswahl schließlich durchsetzen.
Deutschland: Englert, Woltering; Härdter (1), Jurack (11/1), Wörz (1), Anne Müller (3), Reiche (1/1), Loerper, Hering (2), Nadine Krause (6/1), Blacha (1), Stange, Baumbach (4/1), Melbeck (6)

### Norwegen – Deutschland 33:30 (19:16)
Halbfinale
(15. Dezember 2007 in Paris, Palais Omnisports de Paris-Bercy, 13.000 Zuschauer)
Im Halbfinale ging es gegen den amtierenden Europameister. Die Norwegerinnen konnten ihre bekannten Spielstärken, besonders das schnelle Spiel nach vorne, ausspielen und hatten die sehr nervös agierende deutsche Mannschaft in der ersten Hälfte im Griff. Nach der Pause wurden die Spielerinnen von Trainer Emrich sicherer und man führte sogar das Spiel bis fünf Minuten vor Schluss mit einem Tor. Dann verletzte sich Stefanie Melbeck, die bis dahin ein starkes Spiel zeigte. Diese Schwächung in der Abwehr und individuelle Fehler führten schließlich zum Sieg für Norwegen.
Deutschland: Englert, Woltering; Härdter (3), Rösler, Jurack (12/2), Wörz (1), Anne Müller (2), Reiche, Loerper, Hering, Nadine Krause (5), Blacha, Baumbach (4), Melbeck (3)

### Rumänien – Deutschland 35:36 (18:11, 32:32) n.V.
Spiel um Platz 3
(16. Dezember 2007 in Paris, Palais Omnisports de Paris-Bercy, 14.000 Zuschauer)
Die deutschen Handballerinnen waren hoch motiviert in diese Partie gegangen, denn es ergab sich nach zehn Jahren wieder die Gelegenheit eine Medaille zu gewinnen. Doch das Spiel verlief alles andere als gedacht. Bis zur Halbzeit lag man mit sieben Toren Differenz zurück. Nach der Pause raufte man sich noch einmal zusammen und schaffte zwischenzeitlich den Ausgleich. Doch durch eine erneut starke Phase von Rumänien lag man wieder mit der gleichen Differenz wie zur Halbzeit zurück. Aber die Spielerinnen zeigten einen starken Willen und konnten auch den erneut hohen Rückstand aufholen. Zehn Sekunden vor Schluss kam schließlich die Entscheidung. Nadine Krause konnte im zweiten Versuch, der erste war noch an den Pfosten geprallt, einen Siebenmeter-Wurf zur Führung verwandeln.
Deutschland: Englert, Woltering; Härdter (5), Jurack (12), Rösler, Wörz (2), Anne Müller (1), Reiche (1), Loerper, Hering, Nadine Krause (6/1), Blacha, Baumbach (8), Melbeck (1)